# Jean-Christophe Maillot
Jean-Christophe Maillot (* 31. August 1960 in Tours) ist ein französischer Tänzer und Choreograph. Weder klassisch noch zeitgenössisch, nicht einmal dazwischen: Jean-Christophe Maillot weigert sich, einem Stil anzugehören und versteht (Zitat) den Tanz als Dialog, bei dem sich Tradition auf Spitzen und Avantgarde gegeneinander nicht mehr ausschließen müssen.

## Leben und Wirken

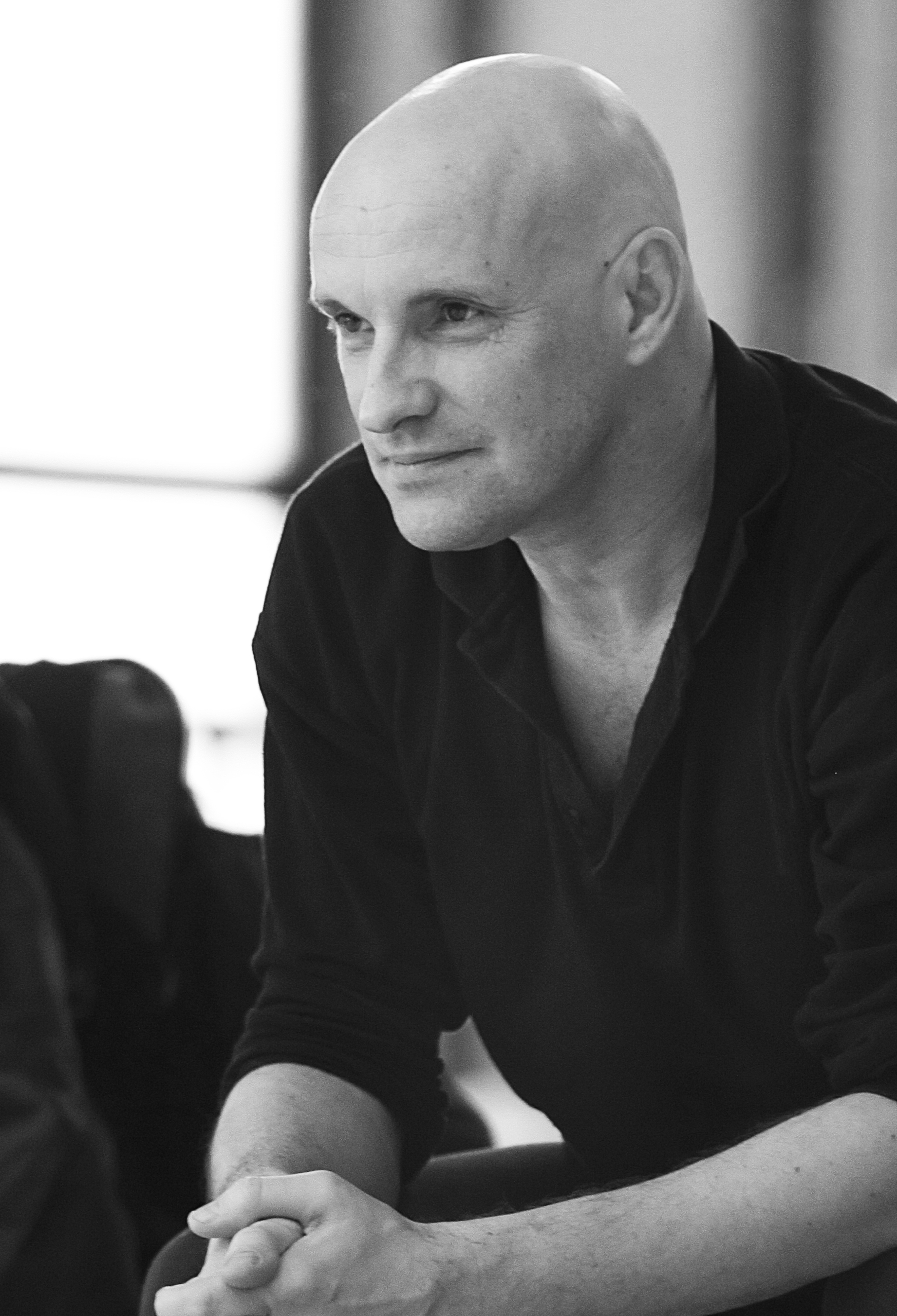
Porträt von Jean-Christophe Maillot von 2010

Maillot studierte Tanz und Klavier am Conservatoire National de Région de Tours und setzte seine Ausbildung in Rosella Hightowers International School of Dance in Cannes fort. Nachdem er 1977 den Prix de Lausanne gewonnen hatte, engagierte ihn John Neumeier als Solotänzer des Hamburg Ballett. Nach einem Unfall musste er 1983 seine Laufbahn als Tänzer beenden und wurde Choreograph und Direktor des Ballet du Grand Théâtre de Tours, aus dem später das National Centre of Choreography hervorging.
Er choreographierte für die Kompagnie etwa zwanzig Ballette und gründete 1985 das Tanzfestival Le Chorégraphique. 1987 choreographierte er für Les Ballets de Monte-Carlo die Tanzpantomime Le Mandarin Merveilleux, die ein großer Erfolg wurde. Er war dann 1992 bis 1993 künstlerischer Berater der Kompagnie. 
Im September 1993 ernannte ihn Caroline von Hannover zum Direktor und Chef-Choreograph von Les Ballets de Monte-Carlo. Rund um seine eigenen Kreationen, von denen einige in Zusammenarbeit mit einer Vielzahl von Künstlern und Komponisten unterschiedlicher Herkunft realisiert werden, bietet Maillot ein originelles Repertoire.
Mit den Ballets de Monte-Carlo realisierte Maillot um die 40 Stücke, darunter Vers un Pays Sage (1995), Romeo et Juliet (1996),  Cinderella (1999),  La Belle (Nijinsky-Preis; 2001), Le Songe (2005), Altro Canto (2006), Faust (2007), LAC (2011), Choré (2013), Casse-Noisette Compagnie (2013), Aleatorio (2016), Abstract Life (2018) und Core meu (2019). Viele der Choreographien wurden auch von anderen Ballettgruppen übernommen.

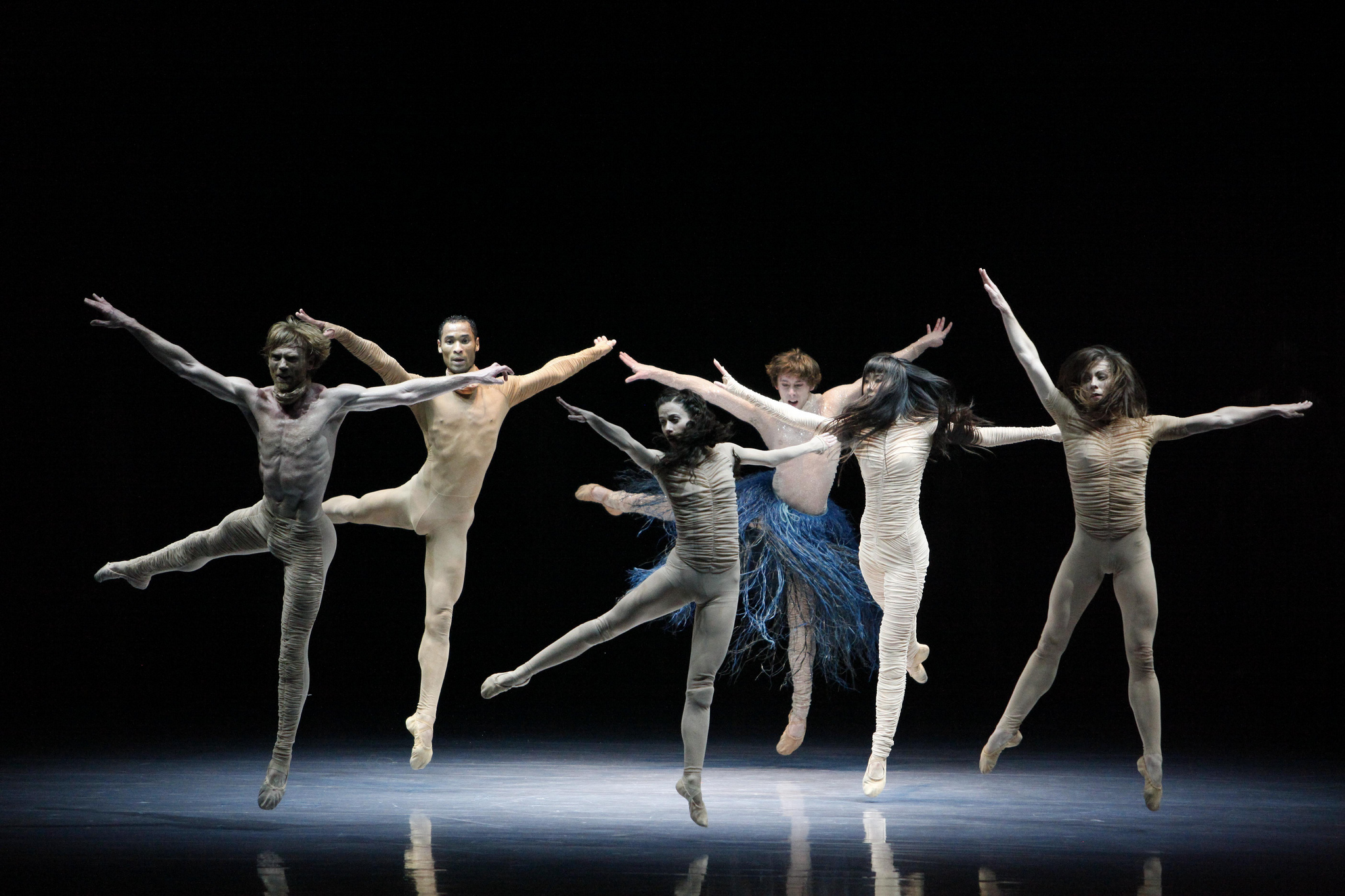
Les Ballets de Monte-Carlo 2011

2000 gründete Maillot das Monaco Dance Forum, das eine Vielfalt an Shows, Ausstellungen, Workshops und Konferenzen präsentiert. 2007 produzierte er für das Hessische Staatstheater mit Faust seine erste Bühnenoper; 2009 folgte Carmen an der Opéra de Monte Carlo. Ebenfalls 2007 entstand sein erster Ballettfilm Cinderella, gefolgt 2008 von Le Songe. 2009 organisierte er die Hundertjahrfeier der Ballets Russes in Monaco, in deren Verlauf mehr als 50 Kompagnien und Choreographen aus aller Welt auftraten.
2019 inszenierte er eine vollständige Neuversion des Klassikers Coppélia mit 49 Tänzern und Tänzerinnen in einer Kurzfassung in zwei Akten unter dem Titel: Coppél-i.A. de Jean-Christophe Maillot. Die Premiere mit Les Ballets de Monte-Carlo erfolgte am 27. Dezember 2019 im Grimaldi Forum in Monaco.

## Ehrungen und Auszeichnungen
Maillot wurde bislang mit zahlreichen Auszeichnungen sowie Preisen geehrt. Der französische Kulturminister Jack Lang zeichnete ihn 1993 als Chevalier, Fleur Pellerin als Commandeur des Ordre des Arts et des Lettres aus. 2002 wurde er von Jacques Chirac zum Chevalier der Legion d’honneur ernannt. In Monaco wurde er als Officier (1999) und Commandeur des Ordre du Mérite Culturel (2015) geehrt. 2018 erhielt er den Life Time Achievement des Prix de Lausanne. In seiner Choreographie von La Mégère Apprivoisée 2014 für das Ballett des Bolschoi-Theaters in Moskau erhielten Ekatarina Krysanova und Vladislav Lantratov 2015 je eine Goldene Maske (Золотая Маска) als beste Hauptdarsteller. Des Weiteren erhielt er:
- 1977: Preis von Lausanne
- 1980: Dr.-Wilhelm-Oberdörffer-Preis von der Stiftung zur Förderung der Hamburgischen Staatsoper[8]
- 2001: Nijinski-Preis für die beste choreografische Produktion für La Belle
- 2002: Ritter der Ehrenlegion
- 2002: Danza & Danza-Preis für die beste Show der italienischen Kritik
- 2005: Ritter des Ordens von Saint-Charles
- 2008: Benois-Preis für Tanz für den besten Choreographen
- 2010: Premio Danza Valencia
- 2014: Kommandeur des Ordens für kulturelle Verdienste des Fürstentums Monaco (Offizier, 1999)
- 2015:  Orden der Künste und der Literatur (Ordre des Arts et des Lettres)
- 2015: Goldene Maske der besten choreografischen Show für La Mégère Apprivoisée (Moskau)
- 2018: „Life Time Achievement Award“ des Preis von Lausanne